# Таллис-Джойс, Фаллон
Фа́ллон Э́бегил Та́ллис-Джойс (англ. Phallon Abaigeal Tullis-Joyce; 19 октября 1996) — американская футболистка, вратарь английского клуба «Манчестер Юнайтед».

## Футбольная карьера
Таллис-Джойс родилась и выросла на Лонг-Айленде. Окончила среднюю школу Лонгвуда, где начала играть в футбол. Выступала за молодёжные команды «Фармингдейл Юнайтед», «Уэстчестер Элит» и «Матч Фит Колчестерс». Затем поступила в Университет Майами, параллельно играя в студенческий футбол за клуб «Майами Харрикейнс».
В январе 2019 года перешла во французский клуб «Реймс», выступавший во втором дивизионе. Её дебют за команду состоялся 14 апреля 2019 года в матче против «Бреста». По итогам сезона 2018/19 команда стала чемпионом второго дивизиона и вышла в высшую лигу. В сезоне 2019/20 Таллис-Джойс провела 16 матчей, а команда заняла восьмое место в чемпионате. В сезоне 2020/21 американка сыграла во всех 22 матчах лиги, а «Реймс» занял шестое место.

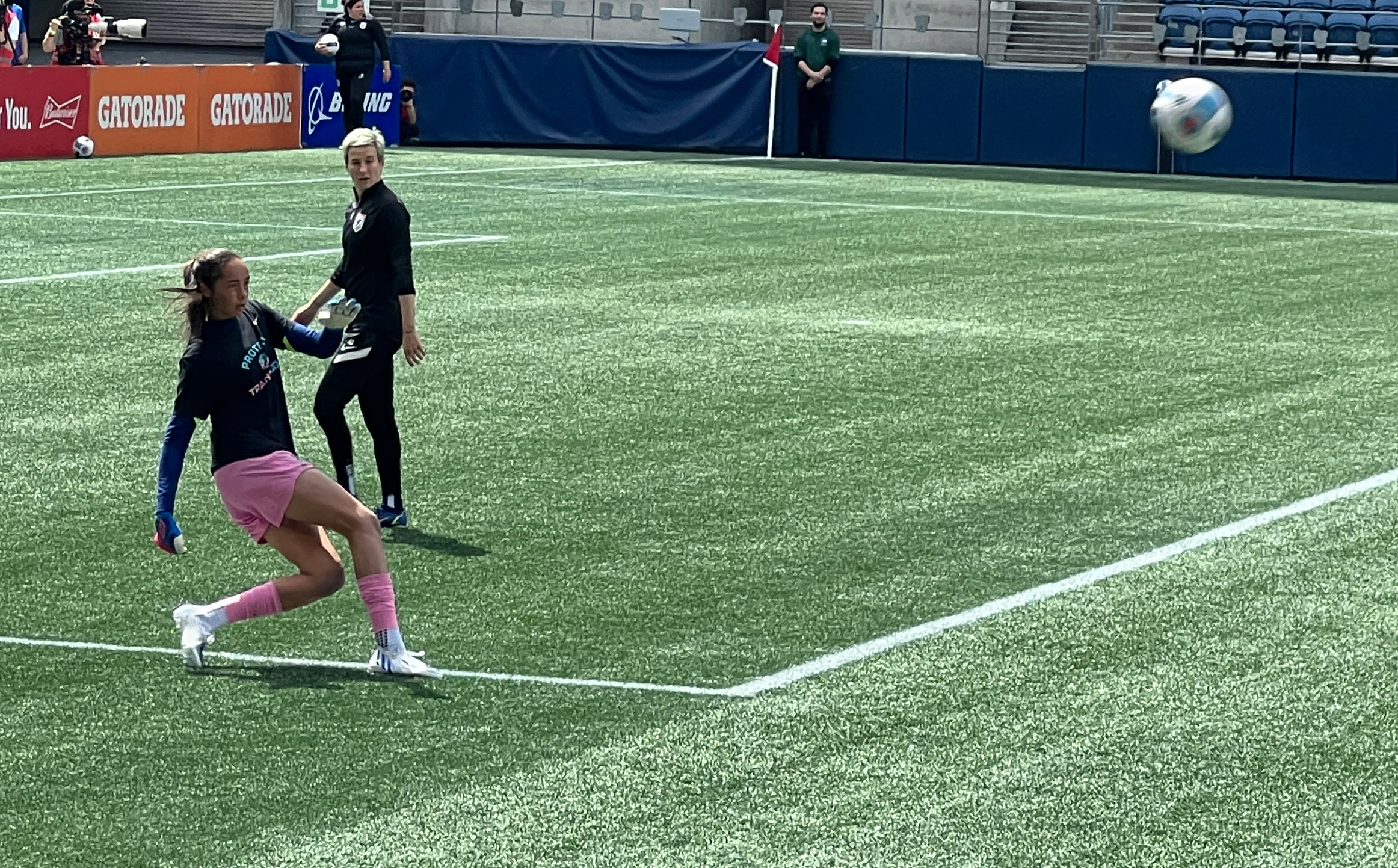
Таллис-Джойс в мае 2022 года

8 апреля 2021 года Таллис-Джойс подписала полуторагодовой контракт с американским клубом «ОЛ Рейн». В 2021 году она была резервным вратарём, сыграв только в одном матче первой команды. В 2022 году стала основным вратарём, сыграв все 30 матчей. Пять раз признавалась автором лучшего «сейва» недели, была включена в команду месяца NWSL по итогам мая, а также была включена в символическую «команду турнира» в Кубке вызова NWSL.
14 сентября 2023 года Таллис-Джойс подписала контракт с английским клубом «Манчестер Юнайтед». Её дебют в основном составе «Юнайтед» состоялся 9 ноября 2023 года в матче Кубка женской лиги против «Эвертона». В сезоне 2023/24 провела все четыре матча группового этапа Кубка женской лиги. После ухода из команды Мэри Эрпс летом 2024 года Таллис-Джойс стала основным вратарём «Манчестер Юнайтед». 21 сентября 2024 года она дебютировала в Женской Суперлиге в матче против «Вест Хэм Юнайтед», сохранив свои ворота «сухими».

## Достижения
«Реймс»
- Победитель Второго дивизиона: 2018/19

«ОЛ Рейн»
- Победитель NWSL Shield: 2022[11]

«Манчестер Юнайтед»
- Обладатель Женского Кубка Англии: 2023/24[12]

Личные достижения
- Член «команды месяца» NWSL: май 2022[13]
- Член «команды турнира» в Кубке вызова NWSL: 2022[7]

## Вне футбола
Таллис-Джойс имеет специализацию в области морской биологии и является сертифицированным научным дайвером (имеет сертификаты SSI Diver Stress and Rescue, Advanced Open Water и AAUS). Она работала волонтёром в зоопарке и аквариуме «Пойнт-Дифайенс» в Такоме.